# Pedro Igneo
Pedro Igneo, Pedro, el Igneo, o Pedro, el Ileso (c. 1020 - 1089), fue un obispo y monje valombrosiano italiano, que es venerado como beato por la Iglesia Católica, el 8 de enero.
Su beatificación fue confirmada el 4 de marzo de 1673.